# Olalhas
Olalhas es una freguesia portuguesa del concelho de Tomar, con 34,59 km² de superficie y 1.581 habitantes (2001). Su densidad de población es de 45,7 hab/km².